# Rivière Dufour
Pour les articles homonymes, voir Dufour.
La rivière Dufour est affluent de la rive est de la rivière Kamouraska, laquelle se déverse sur la rive sud du fleuve Saint-Laurent à deux km à l’est du centre du village de Kamouraska (municipalité).
La rivière Dufour coule dans les municipalités de Saint-Philippe-de-Néri et de Saint-Pascal, dans la municipalité régionale de comté (MRC) de Kamouraska, dans la région administrative du Bas-Saint-Laurent, dans la province de Québec, au Canada.

## Géographie
La source de cette rivière est située au sud du 4e rang, à 6,7 km au sud-est de la baie de Kamouraska, sur la rive sud du fleuve Saint-Laurent, à 4,3 km au nord du village de Mont-Carmel, à 3,0 km à l'est du centre du village de Saint-Philippe-de-Néri et à 5,9 km au sud-ouest du centre du village de Saint-Pascal. La Commission de toponymie du Québec attribue le statut de ruisseau à ce cours d'eau.
À partir de sa source, la rivière Dufour coule sur 5,1 km, répartis selon les segments suivants :
- 1,1 km vers le nord-est dans Saint-Philippe-de-Néri, jusqu'à la limite de Saint-Pascal ;
- 2,6 km vers le nord-est dans Saint-Pascal en recueillant les eaux du ruisseau Creux (venant du sud et tirant sa source au lac Saint-Pierre), jusqu'à la route Beaulieu ;
- 1,4 km vers le nord, jusqu'à sa confluence qui est connexe (du côté sud-est) au pont de l'autoroute 20.

Cette confluence est située à 2,3 km à l'ouest du centre du village de Saint-Pacôme.

## Toponymie
Le terme « Dufour » constitue un patronyme canadien français.
Le toponyme « Rivière Dufour » a été officialisé le 29 juin 1983 par la Commission de toponymie du Québec.